# Cape Canaveral Space Force Station Lanceercomplex 16
Cape Canaveral Space Force Station Lanceercomplex 16 (vroeger afgekort LC-16, heden ten dage SLC-16) is een lanceercomplex van Cape Canaveral Space Force Station (CCSFS, het eerdere Cape Canaveral Air Force Station; CCAFS) en een van de complexen van de Missile Row aldaar, waar ballistische raketten werden getest.

## Geschiedenis
Het werd eind jaren 1950 aangelegd als een van de vier lanceercomplexen voor de HGM-25A Titan I-raket waarvan er in 1959 en 1960 zes op LC-16 werden gelanceerd. De Titan I werd al gauw opgevolgd door de LGM-25C Titan II die geschikter was als intercontinentale raket en waarvan er in 1962 en 1963 zeven stuks op LC-16 werden gelanceerd. Daarna werd LC-16 overgedragen aan NASA dat er Gemini capsules lanceerklaar maakte en statische tests met Apollo CSM’s uitvoerde.
Vanaf 1972 werd het complex weer door defensie gebruikt voor tests van ballistische Pershing-raketten. Er werden 88 Pershing 1A en 49 Pershing 2 gelanceerd. In 1988 werd er voor het laatst een Pershing raket vanaf LC-16 gelanceerd.

## Relativity Space

### Terran 1
In januari 2019 werd bekendgemaakt dat het lanceercomplex wordt verhuurd aan Relativity Space dat er Terran 1-raketten voor de ruimtevaart zou gaan lanceren. Deze vrijwel volledig 3D-geprinte raketten zijn nog in ontwikkeling. Artistieke impressies die Relativity heeft vrijgegeven laten zien dat de nieuw te bouwen lanceerinrichting veel overeenkomsten met die van SpaceX op SLC-40 vertoont met een horizontale integratie faciliteit en transporter-erector. De raketten van Relativity zullen op methalox (vloeibare methaan en vloeibare zuurstof) werken. De raket en de bijbehorende systemen zijn wel veel kleiner dan de raketten en systemen van SpaceX. Sinds 1997 worden lanceercomplexen op terrein van het Department of Defense wanneer ze voor de ruimtevaart zijn bedoeld met de letters SLC (Space Launch Complex) aangeduid. LC-16 werd zodoende SLC-16 nu ruimtevaart het doel is. In maart 2021 was de bouw van de nieuwe lanceerinstallatie onderweg. Op 4 juli 2021 werd gemeld dat de strongback recentelijk voor het eerst overeind was gezet. Op 10 december 2021 publiceerde Relativity een video op YouTube van een test van de geluid dempende watersproeiers van het nieuwe platform.
Relativity had in oktober 2021 een vergunning aanvraag lopen bij de FAA om jaarlijks tot twaalf Terran 1-lanceringen vanaf LC-16 te mogen uitvoeren. In maart 2022 werd was de bouw van lanceerinstallatie voltooid. Er zouden na activatie zo’n 60 fulltime medewerkers op het complex werken. Bij de verbouwing is het blokhuis (de vroegere bunker die het lanceer controle centrum bevatte) in tact gelaten. Relativity gebruikt het als opslag. In mei 2022 kwam de tweede trap van de eerste Terran 1 aan op het complex. In de zomer en het najaar werd een serie tests waaronder enkele statische starttests met die eerste Terran 1 uitgevoerd. 
Relativity lanceerde op 23 maart 2023 zijn eerste en enige Terran 1. Nadien werd de raket ten behoeve van de ontwikkeling van de Terran R geannuleerd. Het lanceercentrum dat bij SLC-16 hoort is gevestigd op de Industrial Area van het Cape Canaveral Space Force Station.

### Terran R
In juni 2022 werd al duidelijk dat Relativity van plan was de Terran R vanaf SLC-16 te lanceren. Een klein jaar later had Relativity Space de eerste lancering van deze heavy lift-klasse raket voor doeljaar 2026 op de planning staan. Anno juli 2025 was de verbouwing van SLC-16 voor de Terran R in volle gang.